# 695. pehotni polk (Wehrmacht)
Za druge 695. polke glejte 695. polk.
695. pehotni polk (izvirno nemško Infanterie-Regiment 695) je bil eden izmed pehotnih polkov v sestavi redne nemške kopenske vojske med drugo svetovno vojno.

## Zgodovina
Polk je bil ustanovljen 16. decembra 1940 kot polk 14. vala na področju Schleswiga iz delov 391. in 401. pehotnega polka; polk je bil dodeljen 340. pehotni diviziji.
15. oktobra 1942 je bil polk preimenovan v 695. grenadirski polk.